# 近衛家
近衛家（このえけ、正字体：近󠄁衞）は、藤原北家嫡流であり、公家の五摂家筆頭で、華族の公爵家のひとつ。近衛基実を家祖として平安時代末期に成立し、人臣で最も天皇に近い地位にある家とされる。家紋は近衛牡丹。近衛家で最も著名な人物は、昭和前期に3度にわたって内閣総理大臣を務めた近衛文麿である。別称は陽明家（ようめいけ）。

## 歴史

### 近衛家の始まり
藤原北家の御堂流は藤原氏の中で最も有力な一家であり、藤原道長以降代摂政・関白の地位についていた。院政期には外戚関係にかかわらず摂関となる唯一の家格である摂関家（摂家）の地位を確立している。保元の乱後、関白藤原忠通の子である四男（実質的な長男）の基実、その異母弟である基房・兼実の三人は摂関家の男子として朝廷内で順調に昇進していたが、忠通の後継は基実であるとみられていた。ところが長寛2年（1163年）に忠通が急逝し、基実と基房は摂関の地位を巡って争うこととなる。5月に基実は藤原忠隆の娘と離縁して平清盛の娘である平盛子と結婚して清盛の後援を獲得し、基房に対抗しようとした。基実は高倉天皇の摂政に就任したが、永万2年（1166年）に25歳の若さで息子基通を残して没してしまう。摂関家嫡流の地位は後任の摂政となった基房に移ると思われたが、清盛は寡婦となった盛子に摂関家の財産を相続させ、基通成長までの間平家によって管理されることとなった。これにより基通は摂関家嫡流としての地位を確保することとなったが、同時に平家が実質的な摂関家一族としての扱いを受けるようになり、平氏政権の成立につながった。
治承3年（1179年）に盛子が没すると、基房は後白河法皇に働きかけて盛子の財産を高倉天皇に相続させ、ゆくゆくは自分のものとしようとした。しかしこの動きを察知した清盛によるクーデター（治承三年の政変）で、基房を解官して流罪とし、基通を関白とした。しかし基通は経験不足で未熟なために公卿たちからも侮られており、叔父の兼実の補佐を受けなければならなかった。寿永2年（1183年）に平氏は都落ちするが、基通は後白河法皇との男色関係などを利用して京に残留し、摂関の地位を確保した。その後基房が源義仲と組んで一時的に摂関家嫡流の地位を掴むが、源頼朝によってその地位を追われることとなる。
文治元年（1185年）、頼朝による朝廷への介入がはじまり、基通は解官されて叔父の兼実が内覧・摂政の地位につくこととなる。しかし後白河法皇の庇護により、摂関家の主要な財産である日記類は基通のもとに残った。これにより基通の家系は摂関家の本流として継続することとなる。基通は京都近衛の北、室町の東、近衛大路に面した邸宅「近衛殿」を保有しており、これが「近衛家」という家名の由来となる。禁裏の陽明門を東西に通じているのが近衛大路だったため「陽明」とも呼ばれた。建久7年（1196年）、兼実は頼朝と組んだ源通親によって失脚することとなった（建久七年の政変）。しかし兼実の家である九条家は没落せず、近衛家とともに摂関となる二つの家系が生まれることとなった。
3代近衛家実は建保・承久年間に牡丹紋を車紋として使用するようになり、この後に近衛牡丹が近衛家の家紋となった。

### 中世
鎌倉時代、承久の乱後には四条天皇の外戚で将軍藤原頼経の実父でもあった九条道家が朝幕に対して強い影響力を持つようになった。安貞2年12月24日（1229年1月20日）には家実が関白を罷免され、道家が関白に再任する事件が起きている（安貞二年の政変）。家実の嫡男兼経は道家の娘婿となるなど、事実上九条家の傘下に置かれる形となった。また家実の四男兼平は20年以上にわたって摂関を務め、鷹司家の祖となっている。こうして近衛・九条・二条・一条・鷹司の五摂家が摂関を輩出する体制が整った。
南北朝時代の一時期には近衛家は家平流と経平流の2流に分裂し、南朝側の近衛経忠（家平の子）と北朝側の近衛基嗣（経平の子）が対立した。
室町時代、近衛家は、二条家・一条家と異なり、関白になっても一年か二年程度しか在任できなかった。応仁の乱の頃から二条家が経済的に困窮したのに対し、近衛家はその地位を高めた。近衛政家は一条家や鷹司家に対して支援を行っており、特に一条家とは盟友と言ってもいい関係にあった。さらに政家は他の摂家と異なり在国することがなかったため、室町幕府将軍との関係が強まった。明応の政変後には細川京兆家との関係を強化し、京都近郊の所領を確保することに成功した。このため近衛家は他の摂家に比べても強い経済力を維持しており、朝廷における儀式を援助することも多かった。このため戦国時代には京都の政界で優越的な立場にたった。尚通は娘慶寿院を足利義晴に嫁がせ、将軍家と連携して京都での勢力を築いた。尚通の子稙家は義晴と行動をともにし、更に娘を義晴の子義輝に嫁がせ、更に連携を強化した。稙家と弟である聖護院道増・大覚寺義俊・久我晴通は諸大名と将軍の取次役などを行い、幕政を支えた。義晴の死後は慶寿院が将軍生母として後見役を担った。この時期の政治体制を足利―近衛体制ともいう。しかし永禄8年（1565年）の永禄の変によって足利義輝と慶寿院が死亡し、この体制は崩壊した。
稙家の子近衛前久は永禄の変を起こした三好義継と三好三人衆が推す足利義栄が、永禄11年（1568年）に征夷大将軍補任された際の関白であった。しかしまもなく足利義昭を奉じた織田信長が上洛し、前久は義昭の勘気を被って京を離れて流浪することとなった。前久は嫡男の明丸だけでも帰洛させようとしたが、義昭と良好な関係を築いていた関白二条晴良の反対にあって実現しなかった。義昭追放後の天正3年（1575年）、前久はようやく帰洛を許された。以降は信長との関係を強め、子の信基に信長の偏諱を受け、信長の要請を受けて九州地方に下向して島津氏と相良氏の和議の働きかけを行うなどしている。しかし本能寺の変で信長が横死すると、織田信孝と羽柴秀吉に明智光秀との関連を疑われたために出家し、京を出奔した。
近衛家の家督は信基が信輔と改名して相続した。その後信輔は左大臣にのぼったが、関白就任を巡って二条昭実と論争になる。秀吉がこれに介入し、秀吉が近衛家の猶子となって関白に就任することとなった。1591年（天正19年）には秀吉の甥豊臣秀次が関白に就任し、信輔はこれに不満を抱いて「狂気」と称されるほどの有り様であった。
信輔は秀吉が朝鮮出兵を開始すると従軍を志願し、許可なく名護屋城に下向する騒ぎを起こしている。文禄3年（1594年）、信輔は「（朝鮮渡海は）軍規を乱り、公家としてあるまじき行い」であるとして勅勘を被って薩摩へ配流され、慶長元年（1596年）まで滞在することとなった。

### 近世
その後信輔は名を信尹と改め、徳川家康の覇権が定まった慶長6年（1601年）に左大臣に復帰し、慶長10年（1605年）には関白に就任した。これは前久の関白罷免から37年ぶりの近衛家摂関となった。同年8月、妹の前子が後陽成天皇との間に儲けた第4皇子、四宮（近衛信尋）を養嗣子に迎えた。信尹は書家として三藐院流を築き、当時を代表する文化人の一人として知られた。信尋は後水尾天皇の実弟であり、その一代は弟の一条昭良とともに「外様の摂家」ではない「内々の摂家」として扱われた。その後は江戸時代を通じて近衛家は先代の実子が相続していったが、これは130家の堂上家の中でも数例しかない。
禁中並公家諸法度によって規定された朝廷秩序において、関白及び摂家は朝廷指導の中心的存在であった。信尋の孫近衛基熙は幕府との協調姿勢を重視していたため、独自路線を取ろうとする霊元天皇との関係はよくなかった。さらに基熙の娘天英院が6代将軍徳川家宣の御台所となり、朝幕に対して強い影響力を持つようになった。霊元は基熙と近衛家を敵視し、「執政すでに三代」を重ねた「私曲邪佞の悪臣」「邪臣」を神や将軍の力で排除されるよう下御霊神社に奉納された自筆願文の中で祈願している。しかし天明年間に没した近衛内前の子世代以降、鷹司政煕・鷹司政通父子が50年にわたって摂関を占める一方で、近衛家の当主は病弱で40歳になる前に没していたことから、関白を出すことができなかった。
幕末期の当主忠煕は孝明天皇の信任を受け、三条実万らとともに将軍継嗣に一橋慶喜を迎えるよう運動したが、安政の大獄によって落飾・隠居に追い込まれた。文久元年（1861年）、島津久光が上京し、忠煕らの赦免と忠煕を関白にすることを幕府に要求した。5月、忠煕は内前以来およそ80年ぶりの関白となったが意欲に乏しく、「四奸二嬪」への対応を巡って孝明天皇とも対立した。攘夷過激派の公家を抑えることができず、翌年に辞職した。忠煕の子近衛忠房は大臣として朝廷内の対応にあたったが、公家からの反発が強まり、大政奉還が行われた慶応3年（1867年）の11月24日に辞職した。12月には忠煕が朝敵となっていた長州藩の赦免を主張しているが、12月9日の小御所会議で朝廷の体制は一気に転換された。忠煕と忠房は参朝停止の処分を受け、新政府で要職に就くことはできなかった。

### 明治以降

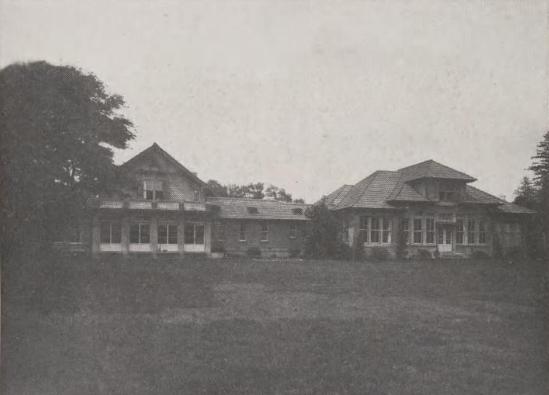
東京市淀橋区下落合にあった近衛公爵家本邸

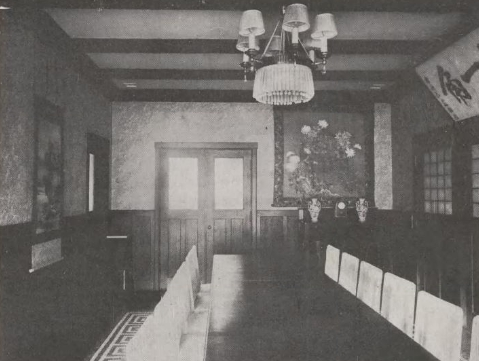
同邸の一室

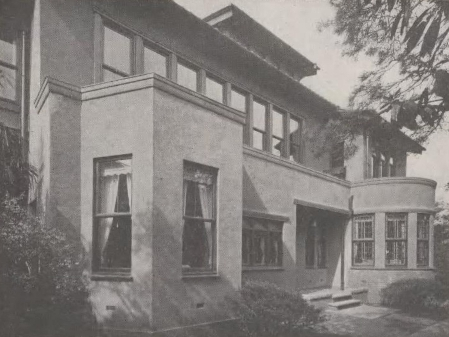
東京市麹町区永田町にあった近衛公爵別邸

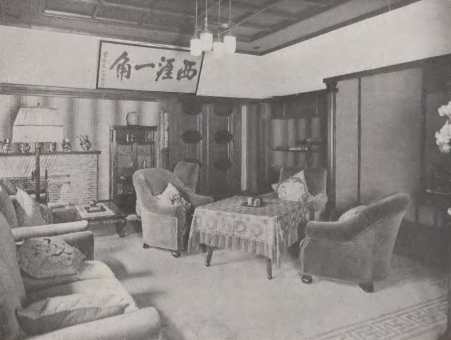
同邸の一室

維新後、明治天皇が東京に移ると京都の公家たちも続々と東京へ移っていったが、忠熙はしばらく京都にとどまった。明治2年（1869年）6月17日の行政官達で公家と大名家が統合されて華族制度が誕生すると、近衛家も旧公家として華族に列した。
忠熙の嫡男忠房は神祇官の要職に就任したことで明治3年（1870年）に東京に移住し、明治6年（1873年）6月12日に父の隠居によって家督を相続するもも翌月に病を得て死去した。忠房の政治的栄進に望みをかけていた忠熙の失望は大きかった。忠房の嫡男近衛篤麿が家督を相続。彼は父が東京へ移った後も京都にあって忠熙に養育されていたが、元服後まもなく宮内省で侍従職として勤務することになり東京へ移住。この際に忠熙も東京へ移住することになった。当時の家令は御山豊と海江田信義が務めている。
1884年（明治17年）の華族令制定に伴い、篤麿は公爵に叙せられた。1890年（明治23年）に貴族院が開設された後には篤麿は公爵として無選挙で貴族院議員に就任して院内会派を結成し、貴族院議長や東亜同文会会長として活発に政治活動を行った。生まれたばかりの議会政治を育てるために尽力した。また篤麿が指揮する東亜同文会には全国のアジア問題に関心のある識者が続々と集まり、日本の対アジア政策の拠点となっていた。また明治天皇は内命をもって侍従長を介し篤麿に意見があれば何事も随意に奏聞するよう命じていた。これは異例のことだったが、皇室と近衛家の特別な関係及び篤麿の卓越した見識を評価されたことによるものだった。篤麿は国粋主義者として知られ、日露戦争前夜の頃、ロシアとの緊張が高まった際には国内で最も強硬にロシアとの開戦を主張し、対ロシア融和派として開戦回避に動く伊藤博文を「恐露病」と批判して対立した。
政界の巨頭だった篤麿に接近して知遇を得、何らかの眷顧を得ようという輩は多く、近衛家の前には謁見の栄を得ようと順番待ちしている者が後を絶たなかった。息子の近衛文麿は会津や仙台など東北を旅行した際、まだ子供だった自分に叩頭し、三拝九拝する大人たちの姿を見て滑稽の感を催すとともに父の権力の巨大さを子供心に実感したが、父が死ぬやぱったりと誰も擦り寄ってこなくなり、近衛家は火が消えたように寂しくなったことを記憶しており、こうした体験が彼の人間嫌いな性格を助長したという。
篤麿の最初の妻衍子は前田慶寧(加賀前田侯爵家)の五女で、後妻の貞子はその妹で六女にあたる。
篤麿の死後の明治37年1月に長男の文麿が公爵位を継承し、大正5年（1916年）から公爵議員として貴族院議員になり、華族や有位者の資格審査をする宮内省宗秩寮の審議員を務め、その後、貴族院議長や東亜同文書院院長などを経て、昭和前期に3度にわたって内閣総理大臣（第34代、第38代、第39代）を務めた。1938年には国家総動員法を成立させ、同法規により地方の民間電力会社を買収し、9大電力会社を組織した。その弟秀麿も指揮者として著名である。秀麿は分家の華族として子爵位を与えられている。
五摂家の筆頭だった近衛家は華族の中でも頂点に立つ別格の存在であり、近衛文麿は天皇の前で足を組んで話をすることが許されている唯一の存在だったといわれる。

### 戦後
第二次世界大戦直後の1945年（昭和20年）11月に近衛文麿は敗戦に至った責任を取るとして公爵位辞爵を申し出、市井の平人として余生を過ごすことを願うと記したが、GHQにより戦犯指定されたため、翌12月に服毒自殺した。
文麿の夫人千代子（明治29年1月1日生、昭和55年9月15日没）は、毛利高範子爵(佐伯毛利家)の次女。
文麿の長男文隆は終戦時に重砲兵第三連隊に所属していたが、停戦命令に従い武装解除してソ連軍に投降した。文隆が文麿の長男であることを知ったソ連当局は文隆をスパイにして日本政界に送り込む計画を企てたが、文隆が拒んだため禁固25年の判決を受けてシベリア抑留を受け、昭和31年（1956年）10月29日に凍土の中で高熱を出して死去した。
文隆の夫人正子（大正13年9月27日生）は大谷光明（大谷光尊伯爵三男）の次女。
現当主の近衛忠煇は日本赤十字社社長（現名誉社長）、国際赤十字赤新月社連盟会長を歴任した。忠煇は細川侯爵家出身で細川護貞侯爵と文麿の次女・温子の次男であり、文隆夫人の正子の養子となって近衛家を継いだ。なお、元内閣総理大臣（第79代）、元熊本県知事（第45・46代）の細川護熙は忠煇の実兄にあたる。また、忠煇の夫人は三笠宮崇仁親王の第一王女甯子。
その長男で次期当主の忠大（昭和45年7月18日生）はNHK職員などを経て現在は映像作家や宮中歌会始で講師などを務めている。

## 歴代当主

### 近衛宗家
| 代数 | 肖像 | 名前 （生没年）            | 続柄                                        | 位階            | 備考 |
| ---- | ---- | -------------------------- | ------------------------------------------- | --------------- | --- |
| 1    |      | 近衛基実 （1143年-1166年） | 藤原忠通の四男                              | 正二位 贈正一位 | 関白（1158年-1165年） 摂政（1165年-1166年） 贈太政大臣                                                    |
| 2    |      | 近衛基通 （1160年-1233年） | 先代の長男                                  | 従一位          | 関白（1179年-1180年、1196年-1198年） 摂政（1180年-1183年、1184年-1186年、1193年-1203年）                  |
| 3    |      | 近衛家実 （1179年-1243年） | 先代の長男                                  | 従一位          | 関白（1206年-1207年、1221年-1224年） 摂政（1207年-1221年、1224年-1229年） 太政大臣（1222年）              |
| 4    |      | 近衛兼経 （1210年-1259年） | 先代の三男                                  | 従一位          | 関白（1242年） 摂政（1247年-1252年） 太政大臣（1241年-1242年）                                            |
| 5    |      | 近衛基平 （1246年-1268年） | 先代の長男                                  | 従一位          | 関白（1267年-1268年）                                                                                     |
| 6    |      | 近衛家基 （1261年-1296年） | 先代の長男                                  | 従一位          | 関白（1289年-1291年、1293年-1296年）                                                                      |
| 7    |      | 近衛家平 （1282年-1324年） | 先代の長男                                  | 従一位          | 関白（1313年-1315年）                                                                                     |
| 8    |      | 近衛経忠 （1302年-1352年） | 先代の長男                                  | 従一位          | 関白（1330年、1336年-1337年（南朝））                                                                     |
| 9    |      | 近衛経平 （1287年-1318年） | 先代の叔父 （家基の次男）                   | 従一位          | 左大臣（1316年-1318年）                                                                                   |
| 10   |      | 近衛道嗣 （1333年-1387年） | 先代の孫 （先代の子基嗣の子）               | 従一位          | 関白（1361年-1363年（北朝））                                                                             |
| 11   |      | 近衛兼嗣 （1333年-1387年） | 先代の子                                    | 従一位          | 摂政（1387年-1388年（北朝））                                                                             |
| 12   |      | 近衛忠嗣 （1383年-1454年） | 先代の子                                    | 従一位          | 関白（1408年-1409年）                                                                                     |
| 13   |      | 近衛房嗣 （1402年-1488年） | 先代の子                                    | 従一位          | 関白（1445年-1447年） 太政大臣（1462年）                                                                  |
| 14   |      | 近衛政家 （1444年-1505年） | 先代の子                                    | 従一位          | 関白（1479年-1483年） 太政大臣（1488年-1490年）                                                           |
| 15   |      | 近衛尚通 （1472年-1544年） | 先代の子                                    | 従一位          | 関白（1493年-1497年、1513年-1514年） 太政大臣（1514年-1517年）                                            |
| 16   |      | 近衛稙家 （1502年-1566年） | 先代の子                                    | 従一位          | 関白（1525年-1533年、1536年-1542年） 太政大臣（1538年-1541年）                                            |
| 17   |      | 近衛前久 （1536年-1612年） | 先代の長男                                  | 従一位          | 関白（1554年-1568年） 太政大臣（1582年）                                                                  |
| 18   |      | 近衛信尹 （1565年-1614年） | 先代の子                                    | 従一位          | 関白（1605年-1606年）                                                                                     |
| 19   |      | 近衛信尋 （1599年-1649年） | 先代の甥 （前久の娘前子の子）               | 従一位          | 後陽成天皇第4皇子 関白（1623年-1629年）                                                                   |
| 20   |      | 近衛尚嗣 （1622年-1653年） | 先代の子                                    | 従一位          | 後陽成天皇男系2世 関白（1652年-1653年）                                                                   |
| 21   |      | 近衛基熙 （1648年-1722年） | 先代の長男                                  | 従一位          | 後陽成天皇男系3世 関白（1690年-1703年） 太政大臣（1709年-1710年）                                         |
| 22   |      | 近衛家熙 （1667年-1736年） | 先代の長男                                  | 従一位          | 後陽成天皇男系4世 関白（1707年-1709年） 摂政（1709年-1712年） 太政大臣（1711年）                          |
| 23   |      | 近衛家久 （1687年-1737年） | 先代の長男                                  | 従一位          | 後陽成天皇男系5世 関白（1726年-1736年） 太政大臣（1733年-1734年）                                         |
| 24   |      | 近衛内前 （1728年-1785年） | 先代の長男                                  | 従一位          | 後陽成天皇男系6世 関白（1757年-1762年、1772年-1778年） 摂政（1762年-1772年） 太政大臣（1768年-1770年）    |
| 25   |      | 近衛経熙 （1761年-1799年） | 先代の子                                    | 従一位          | 後陽成天皇男系7世 右大臣（1787年-1791年）                                                                 |
| 26   |      | 近衛基前 （1783年-1820年） | 先代の子                                    | 従一位          | 後陽成天皇男系8世 左大臣（1815年-1820年）                                                                 |
| 27   |      | 近衛忠煕 （1808年-1898年） | 先代の長男                                  | 従一位 贈正一位 | 後陽成天皇男系9世 関白（1862年-1863年）                                                                   |
| 28   |      | 近衛忠房 （1838年-1873年） | 先代の長男                                  | 従一位          | 後陽成天皇男系10世 左大臣（1867年）                                                                       |
| 29   |      | 近衛篤麿 （1863年-1904年） | 先代の長男                                  | 従一位          | 後陽成天皇男系11世 貴族院議長（1896年-1903年） 学習院長（1895-1904） 東亜同文会会長（1898-1904） 初代公爵 |
| 30   |      | 近衛文麿 （1891年-1945年） | 先代の長男                                  | 従二位          | 後陽成天皇男系12世 内閣総理大臣（1937年-1939年、1940年-1941年） 貴族院議長（1933年-1937年） 2代公爵       |
| 31   |      | 近衛文隆 （1915年-1956年） | 先代の長男                                  | 従五位          | 後陽成天皇男系13世 陸軍中尉 終戦後シベリア抑留                                                            |
| 32   |      | 近衛忠煇 （1939年-存命）   | 先代の夫人の養子 （文麿の次女・温子の次男） | 無し            | 細川護熙の弟 日本赤十字社社長（2005年-2019年） 国際赤十字・赤新月社連盟会長（2009年-2017年）              |

## 近衛家の邸宅

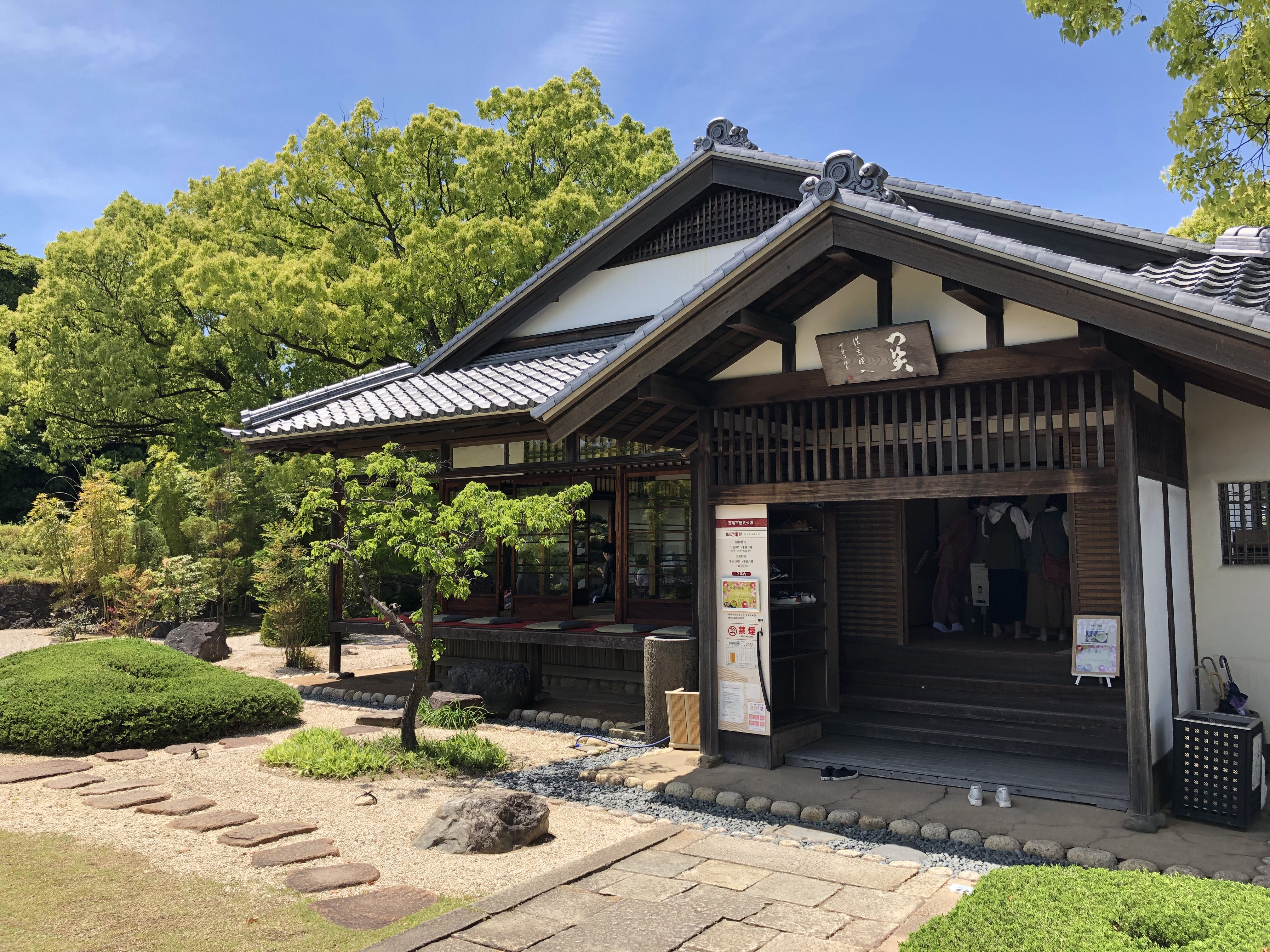
西尾市歴史公園内の旧近衛邸（愛知県西尾市）

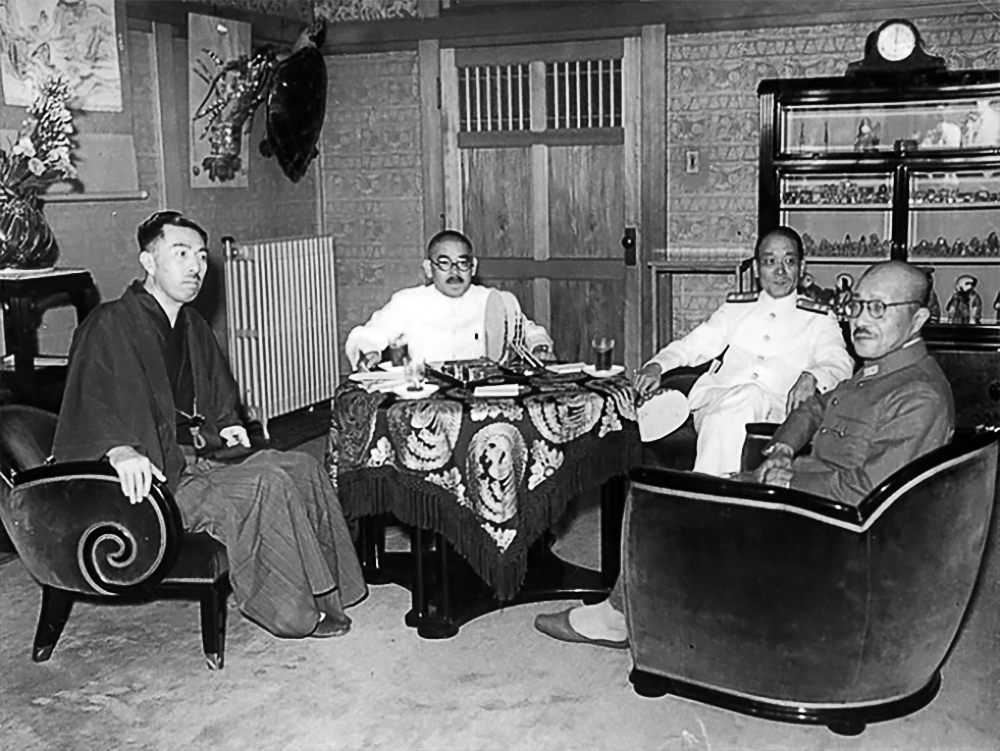
1940年7月19日東京杉並区荻窪の近衛家別邸荻外荘で会談する近衛文麿首相、松岡洋右外相、吉田善吾海相、東條英機陸相

近衛家の邸宅は中世以来近衛室町にあったが、応仁元年（1467年）に焼失した。近衛家の人々は、新町通の北西（現在の京都府京都市上京区新町通上立売西入ル近衛殿表町）にあった、御霊殿という近衛家の女性が住んでいた邸宅にうつったが、文明10年（1478年）に焼亡している。御霊殿は江戸時代初期に近衛前久の後室が語ったことによれば、かつて将軍に嫁ぐことになっていた近衛家の姫がいたが、進藤某によって髪を切られ、その後尼として住んだものとされるが、あくまで後世の伝承であり信憑性は高くない。文明15年（1483年）、近衛政家は御霊殿の敷地に新邸建築を開始した。
しかしこの御霊殿近衛邸は永禄11年（1568年）の近衛前久没落の際に破却され、元亀4年（1573年）の信長による上京焼き討ちの際に焼亡したとみられる。帰洛した前久は「聖護院殿近所」や旧秀吉邸などに居住していた。御霊殿近衛邸に建物がどの程度残っていたかは不明であるが、元和7年頃には無人となっていた。その後寛永5年（1628年）頃には前久の後室が居住していた。寛永年間の後半頃には、桜ノ御所（桜御所）と呼ばれるようになり、国宝「上杉本洛中洛外図屏風」では邸内に糸桜（しだれ桜）が描かれている。
この旧近衛邸は1895年（明治28年）に日本電池株式会社の工場となった後、1959年（昭和34年）に同志社大学が新町校地として購入した。現在の同志社大学新町キャンパスにあたり、発掘調査で屋敷境の塀跡や高台に「景」と朱書された中国製青磁碗が見つかっている。現在敷地跡には「近衛邸跡」と近衛文麿の揮毫による石碑などが設置されている。
この近衛邸の建物の一部は各地に移築されている。奈良の西大寺には寝殿造りである近衛家の政所御殿が移築され、愛染堂として使用されている。詳しい理由は不明であるが、当時の近衛内前の政所であった、徳川宗春娘の頼君（霊樹院）のために寄進されたことが棟札より判明している。愛知県の西尾市歴史公園には島津斉彬が近衛忠房に嫁いだ姫のために建築した、数奇屋棟と茶室棟が移築されている。京都の東福寺には大玄関が移築され、塔頭勝林寺の本堂として使われている。
近衛家は明治に入り東京に移り住んだが、篤麿が家督相続して上京した当時の住居は東京市麹町区二番町にあった。篤麿の社会的地位の変化に伴って転居を重ねたが、明治35年からは下落合近辺（学習院のある目白駅西側）に邸宅を構えるようになった。現在でも「近衛」の名を冠するマンションや施設などが多く存在している。また下落合2丁目には近衛篤麿公記念碑が建てられている。
また、近衛忠熙が東京に移住した際に明治天皇から特旨により与えられた麹町7丁目の皇室付属地に建てられた邸宅があり、近衛家ではここを桜木邸と呼んでいたが、これは京都に住んでいたころの邸宅の名前をそのまま付けた物だった。
文麿が居し、戦前に多くの密談が交わされた東京杉並区荻窪にあった近衛家の別邸荻外荘は現存しており荻外荘公園として保存されている。
また、京都の北山には近衛家の京都別邸である虎山荘敷地内に陽明文庫があり、近衛家伝来の多くの国宝を含めた貴重な歴史資料が保管されている。

## 近衛家の財産や家政

### 封建時代の近衛家の所領

伊丹市市章。近衛家が用いた合印のデザインであり、伊丹の酒造家が集う会所では装飾として用いられていた。昭和18年（1943年）、近衛家の許諾を得て市章に採用された

平安時代末期、摂関家領のほとんどを惣領した藤原忠通は、その大部分を長子の近衛基実に譲り（一部は藤原聖子に譲られた）、彼の没後には近衛基通が継承し、近衛家領が成立する。
鎌倉時代中期の1253年（建長5年）10月に書かれた『近衛家所領目録』には大番領・散所等を除いて153か所の所領が掲載されており、内訳は私的な別相伝地が14か所、本所として一定の得分を徴収する所領が50か所、進止権を保留しつつ縁の有る寺社に寄進した所領が5か所、基本的な年貢徴収権を寺社に寄進した所領4か所、本所として荘務を進退する所領60か所、在地領主を請所として一定の得分権をもつ所領20か所となっている。ただし私的な別相伝地14か所のうち7か所は鷹司家が近衛家から分家した際に鷹司家領となった。
南北朝時代には近衛家も分裂し、近衛家平流と近衛経平流の2流が家領をめぐって対立したが、主要な領地は経平流の近衛基嗣に伝領されたと見られる。基嗣は1336年（延元1年・建武3年）11月に北朝から摂津国榎並庄以下25か所の所領を安堵されているが、これが当時の近衛家領の全てであったとは言い難い。
戦国時代前期の1478年（文明10年）から1505年（永正2年）間の『近衛家雑事要録』によれば荘園解体期のこの時期でも近衛家領は40か所前後の当知行の所領を維持していたが、戦乱の中で衰退は避けられず、1524年（大永4年）になると不知行の所領が当知行の所領を数倍上回る状態に陥った。
安土桃山時代に織田信長や豊臣秀吉の天下統一下で石高知行制が成立した後には近衛家も織田氏や豊臣氏から知行地を与えられ、江戸時代に入った後の1601年（慶長6年）には徳川氏より1795石余の知行を与えられた。元和3年（1617年）の朱印状では山城国宇治郡五ケ庄村、寺戸村の一部、浄土寺村の1797石余とされている。寛永19年（1642年）には寺戸村と浄土寺村が収公され、久世郡枇杷庄村の一部394石余が替地として与えられた。寛文元年（1661年）には黄檗山萬福寺の建立に伴って五ケ庄村が収公され、替地として摂津国河辺郡伊丹村1402石3斗が与えられた。延宝3年（1675年）には近衛家累代の所領であった宇治の岡屋を取り戻すため、伊丹村のうち378石余を返納し、宇治郡岡屋村378石余を代わりに取得した。延宝8年（1680年）には後水尾法皇の遺言で、近衛基熙夫人の常子内親王に300石が遺贈されている。正徳元年（1711年）には幕府から1000石の加増を受けた。この時点で近衛家の家領は2797石余となり、公家中で最大の所領をもつこととなった。文久年間になって九条家が加増を受け所領の点では上回ることになったが、実収は大きく異なっていた。
江戸時代初期の近衛家は他の公家と比べても極めて裕福とは言えなかったが、寛文に取得した伊丹村は財政を大きく潤すこととなった。伊丹は酒造地として著名であり、寛文年間からその規模は拡大していった。元禄10年12月20日（グレゴリオ暦1698年2月1日）には伊丹から初の運上金が届いているが、その額は800両にのぼった。更に伊丹から納入される菜種油は高値で取引されていた。また6代将軍家宣の御台所となった天英院は、度々実家の近衛家に莫大な額の送金を行っている。さらに島津家・津軽家といった縁故の家を初めとする大名家からの援助も大きかった。幕末時点で下橋敬長は近衛家の実収は1万石以上あると述べており、大名クラスの収入を持っていた。一方で同じ摂家の九条家の実収は3400石、一条家は800石、伏見宮家は400石程度であったという。

#### 幕末の領地
国立歴史民俗博物館の『旧高旧領取調帳データベース』より算出した幕末期の近衛家領は以下の通り。（15村・2,862石余）
- 山城国紀伊郡のうち - 1村
  - 吉祥院村のうち - 55石余
- 山城国宇治郡のうち - 1村
  - 五ヶ庄のうち - 383石余
- 山城国久世郡のうち - 1村
  - 枇杷庄村のうち - 394石余
- 摂津国川辺郡のうち - 12村
  - 曼陀羅寺村のうち - 166石余
  - 外崎村のうち - 114石余
  - 外城村 - 56石余
  - 高畑村 - 31石余
  - 野田村 - 117石余
  - 植松村 - 264石余
  - 円正寺村 - 19石余
  - 南中小路村 - 38石余
  - 北中小路村 - 72石余
  - 昆陽口村 - 148石余
  - 北小路村 - 283石余
  - 伊丹村 - 716石余

### 明治以降の財産状況
明治3年12月10日に定められた家禄は、現米で1469石5斗。
1876年（明治9年）8月5日に家禄と引き換えに発行された金禄公債の額は5万9912円70銭3厘である。全華族受給者中では114位の金額だが、旧公家華族の中では三条家（6万5000円）、岩倉家（6万2298円）、九条家（6万1071円）に次ぐ4位の金額である。
明治22年（1889年）には旧五摂家の近衛公爵家、鷹司公爵家、九条公爵家、二条公爵家、一条公爵家の5家を対象に総計10万円が明治天皇より下賜されている。皇室と特別な関係にある旧五摂家が没落しないようにとの天皇の配慮であった。これがきっかけとなり、明治27年（1894年）より天皇の御手許金で「旧堂上華族恵恤賜金」が創設され、その利息が旧堂上華族を対象に分配されるようになった。これにより近衛家も旧堂上家の公侯爵家として900円の配当を年2回受けることができた。
近衛家は忠熙・忠房・篤麿の三代にわたる派手な政治活動の結果、借財がかさみ、1877年（明治10年）下半期には借金額が1万5000円に達して旧公家華族で一位になっている。近衛文麿は「父の政治活動は、一方借財を作る結果になり、私が14歳で父と死別したころは、私の家の財政は決して豊かなものではなかった。（中略）ある金持のごときは、こちらが現金で返すことができないので、抵当に掛軸など差出すと、それを無慈悲に二度も三度も突っ返す」と回想している。

### 近衛公爵家の家政
近衛公爵家の家職の長は家令であり、その下に家扶1人、家従3人から4人、玄関番、馭者、家丁、そして走り使いが6、7人いた。女の使用人は老女が4人、若年寄が2人、老女隠居が2人、中臈が5人、お末が7人であった。老女や中臈などは主人夫妻やその子供たちの身の回りの世話をするのが役割であり、多くは士族の家出身など身分ある者から選ばれる。主人の衣服の洗濯もするが、自分たちの衣服の洗濯はお末にやらせる。老女は本名ではなく式嶋、岩瀬、玉井、千野など源氏名で呼ばれた。

## 近衛家の待遇と家風
- 菩提寺は京都の大徳寺[34]。
- 江戸時代には近衛家のみが7、8歳での元服の際に天皇の直筆で名前を賜った。例えば近衛忠熙は光格天皇から、近衛忠房は仁孝天皇から名前を賜っている[8]。
- 近衛家は極めて質素な食生活をしていた。食事は普段は一汁二菜で、汁はほとんどが豆腐の澄し汁、菜は煮るか焼いた魚と香の物だけだった。しかも汁は長い廊下を歩いて持ってくる間に冷たくなっているのが常だったという。財産に比して雇い人が多いので生活を切り詰めなければならないのが近衛家が質素な生活をしていた理由だった。旧大名華族の中でも富裕で名高い前田侯爵家から嫁いできた近衛篤麿夫人貞子（文麿の継母）は、生家にいた頃は好きなだけ美味しい物を食べて贅沢三昧の生活を送ってきたので近衛公爵家の質素な食事に耐えられなかったという[91]。
- 近衛忠熙が生存していた頃、近衛家では3月の桃の節句に雛壇を儲けず、緋毛氈を畳に敷き、その上に雛人形を並べていた。「内裏雛は一般に天子様を象った物とされるが、天子様は神であり、そのお姿を写すのは不敬であるので天子様であろうはずはない。あの人形は公家を象った物に相違ない。公家のトップである近衛家の人間が公家の人形を檀上に飾って下から仰ぎ見なければならない理由はない。」とのことであったが、忠熙が死んだあとは近衛家でも普通に雛壇の上に飾るようになった[55]。
- 明治以降、近衛家では正月に門松を立てず、日の丸を立てていた[55]。

## 分家および分立家

### 粟田口家
近衛家の祖近衛基実の次男で鎌倉前期の公卿である権大納言忠良が洛東粟田口の地名から粟田口を号したのに始まる。近衛家の分家の公家として南北朝時代前期まで続いたが、忠良の玄孫にあたる権大納言忠輔の死とともに絶家した。
なお粟田口家のさらなる分家として、粟田口家初代忠良の次男家良（内大臣）から衣笠家、また粟田口家二代目粟田口基良（権大納言）の次男教嗣から藤井家が生まれたが、いずれも数代で絶家している。
なお華族の男爵家の粟田口家は、近衛分家の粟田口家とは無関係であり、同家は勧修寺流葉室家（公家名家・華族伯爵家）の分家である。

### 北小路家
近衛家2代目近衛基通の次男道経（右大臣）から北小路家が成立したが、曽孫の道景を最後に絶家。
なお公家から華族子爵家となった2つの北小路家（日野流北小路家と大江姓北小路家）は、いずれも近衛分家の北小路家とは無関係であり、前者は日野流庶流、後者は大江氏嫡流である。

### 室町家
基通の三男兼基（権大納言）から室町家が成立したが、曽孫の冬兼（従三位左中将）を最後に絶家。
なお公家羽林家で華族伯爵家の室町家は、近衛分家の室町家とは無関係であり、同家は閑院流西園寺家（公家清華家・華族公爵家）の庶流である。

### 近衛岡本家
近衛家6代目近衛家基の長男家平の家系で、近衛家の本来の嫡流家であり、『諸家知譜拙記』は、近衛家正嫡として、家平、経忠、経家の3代を挙げている。
しかし、家基の次男経平の系統と対立し、南北朝時代には南朝方につき、北朝方についた経平の系統と分立する形になった。南朝方の衰退とともに近衛岡本家の勢力も衰え、3代で絶家、経平の系統に嫡流を奪われる形となった。

### 近衛子爵家
近衛篤麿公爵の次男近衛秀麿を家祖とする。
秀麿は、大正8年1月に近衛宗家から分家し、父篤麿の勲功により華族の子爵に列せられた。秀麿は指揮者として作曲家、指揮者として著名だった。また貴族院の子爵議員に当選して務めた。夫人泰子は毛利高範子爵の娘。昭和前期の近衛子爵家の住居は東京市淀橋区下落合にあった。
| 代数 | 肖像 | 名前 （生没年）            | 続柄           | 位階   | 備考                                                           |
| ---- | ---- | -------------------------- | -------------- | ------ | -------------------------------------------------------------- |
| 1    |      | 近衛秀麿 （1898年-1973年） | 近衛篤麿の次男 | 正四位 | 後陽成天皇男系12世 初代子爵 貴族院議員 作曲家 指揮者           |
| 2    |      | 近衛秀健 （1931年-2003年） | 先代の次男     |        | 後陽成天皇男系13世 近衛音楽研究所理事長 宮内庁式部職楽部指揮者 |
| 3    |      | 近衛一 （1962年-存命中）   | 先代の長男     |        | 後陽成天皇男系14世 近衛音楽研究所理事長                        |

## 門流と家臣
近衛家は公家中で最高の格式を持っており、擬制的な家臣である門流となる堂上家も多く存在した。江戸時代の時点で近衛家は48家の堂上家を家礼としていた。他の摂家は九条家20家、二条家4家、一条家37家、鷹司家8家となっている。
江戸期の家臣に諸大夫に斎藤家、佐竹家、中川家、北小路家、今小路家、進藤家、小山家、中原家、松井家。侍に吉村家、清水家、安平治家、立野家、栗津家、木村家、松井家、林家、加治家、今小路家、中村家などがある。

## 武家との関係
薩摩の島津家は初代島津忠久が近衛家の荘園島津荘の下司・地頭となったことが始まりであり、忠久は以前から近衛家と主従関係であったとみられている。その後も島津毛と近衛家の関係は続き、戦国時代には前久が薩摩を訪れ、当主の島津義弘と面会している。信尹の配流先が薩摩であったのも島津家との縁を考慮されたものとみられる。江戸時代には島津家出身の娘が徳川将軍家に輿入れする際に近衛家の養女になってから輿入れしている（徳川家斉の御台所の寔子や、徳川家定の御台所・敬子（天璋院））。
弘前藩主・津軽家とも主従関係を持ち、1593年（文禄2年）に津軽為信は近衛家より家紋に牡丹紋と系図を下賜されている。津軽家は近衛家と気脈を通じていたおかげで中央の政治情勢を掴んで的確な判断を下して勝ち馬に乗ることが多かった。豊臣秀吉の小田原征伐の時にはいち早く秀吉に臣従し、関ヶ原の戦いの時には近衛家と気脈を通じていたことで東軍に属し、戊辰戦争の時にも奥州20余藩が政府への反逆を開始したことを聞いた近衛忠熙が娘婿にあたる津軽藩主津軽承昭がこれに加わることを憂慮して彼に手紙を送り天下の形勢を説いて軽挙妄動がないよう説得したため津軽家は一人官軍側に立って同じく官軍の秋田藩を救い、その功績で津軽承昭は従一位勲一等に叙されている。明治11年（1878年）には近衛篤麿の弟である英麿が津軽承昭の養子に入り、大正5年（1916年）に承昭が薨去すると伯爵位を継いでいる。